# نينوفر أجنبي
نينوفر أجنبي (الاسم العلمي:Nuphar advena) هو نوع من النباتات يتبع جنس النينوفر من الفصيلة النيلوفرية.